# Fàbrica Piher
La fàbrica Piher és un complex fabril al barri de Canyadó de Badalona, inclòs a l'Inventari del Patrimoni Arquitectònic de Catalunya. Al subsol s'han localitzat en diferents èpoques restes romanes, inclòs un segment de la via Augusta.

## Història
L'empresa Piher SA era un fabricant de material electrònic (condensadors ceràmics i resistències fixes i potenciòmetres de carbó) de Badalona, que va arribar a tenir fàbriques a Granollers i Tudela. La primera fase de la fàbrica, actualment irreconeixible, estava formada per l'edifici de producció (naus amb coberta molt inclinada i murs en ziga-zaga per a facilitar la il·luminació) i un altre edifici dedicat a serveis complementaris, que ocupaven un total de 2.400 m², construïts el 1959 segons el projecte dels arquitectes Josep Maria Martorell i Oriol Bohigas.
El 1964, es va ampliar la planta en 6.500 m², per la qual cosa es va construir un nou edifici de producció i l'antic va quedar com a zona de serveis administratius, tècnics i de laboratori i emmagatzematge, així com un taller mecànic industrial. A causa de l'augment del nombre de treballadors, que va passar dels 150 de 1959 a 750 el 1964, també es va ampliar l'edific de serveis en alçada, afegint-hi dos pisos, ampliant en aquest sentit els vestidors i el menjador.
A mitjans dels anys 1980, l'empresa passava dificultats financeres, que venien arrossegant-se des de feia anys. Malgrat els intents de salvar-la, va resultar que la planta de Badalona era la més inviable de conservar pels seus nombrosos deutes i l'excés de plantilla, aleshores al voltant del miler de treballadors, i finalment es va tancar l'any 1989. Abans però, els treballadors van fer grans mobilitzacions perquè les administracions s'hi impliquessin i que també la família Heredero, propietària majoritària, cedís les seves accions, però sense èxit.

## Descripció

### Primera zona de producció
L'antic edifici de treball, avui desaparegut, estava format per un sol volum de 5 naus de 35 m de longitud. La nau situada al seu extrem sud estava dedicada originalment a direcció i serveis tècnics i administratius. A la fàbrica s'hi entrava, en canvi, per la banda oest, a través d'un vestíbul de recepció al qual s'accedia per la zona d'oficines i serveis tècnics o dels despatxos de direcció, on també hi havia la sala de juntes i la gerència, a través d'un pas situat al costat de la façana nord. Aquestes sales estaven al costat de les naus de fabricació, en total quatre, a les quals s'entrava directament a través del tester oest de la tercera nau. A la façana de ponent es distribuïen diversos magatzems de matèries primeres amb els quals es feia la fabricació, però també dels productes ja manufacturat. Aquesta zona estava comunicada directament amb el pati de càrrega, a l'exterior, i els serveis sanitaris dirigits als obrers, si bé quedaven separats de la zona de fabricació per un passadís longitudinal a través del qual es podia anar a qualsevol de les zones de la fàbrica.
La seva estructura era mixta, realitzada en formigó armat i ferro laminat. El seu suport estava compost per uns peus drets i unes tornapuntes de formigó armat, i a sobre seu una encavallada metàl·lica que servia de coberta, amb una disposició especial que permetia obtenir il·luminació per la part superior a les zones de treballs, i evitava la sensació d'angoixa pel fet de ser un espai clos, a través d'una sèrie de lluernes de vidre ondulat, per les hores de dia, i amb fluorescents de nit. El material de coberta era de fibrociment per a les zones opaques i de vidre ondulat per a les parts translúcides. Els murs de tancament eren cecs de maó vist, però també hi havia parts realitzades en mampara transparents i finestrals de formigo. Els tancaments d'algunes façanes estaven resolts amb ampits de maó i obertures de fusteria metàl·lica. L'interior tenia un cel ras de canyís i de guix en zig-zag, s'adaptava així a les necessitat d'il·luminació de la fàbrica i a la instal·lació d'aigua, electricitat, aspiració, etc. El mateix cel ras donava aïllament tèrmic a l'edifici. Els acabats interiors, d'altra banda, fan servir els mateixos materials que a l'exterior, i el paviment era de formigó. La ventilació s'aconseguia a través de paraments de cristall, si bé abans s'eliminaven els gasos calents i l'aire brut a través d'un sistema d'aspiració situat al cel ras.
Aquesta planta va ser enderrocada i substituïda per una nova construcció, projectada el 1969 i executada entre 1970 i 1971, que va substituir les naus anteriors per una nova construcció, més alta i de planta rectangular.

### Edificis de serveis
De color blanc, estava destinat als vestidors i als menjadors dels treballadors. És un sol volum independent, que també inclou zones que estaven destinades a la ubicació de la caldera de calefacció i el magatzem del seu combustible, i també la porteria i l'habitatge del porter, que estava al costat de l'entrada exterior del recinte, permet un control total de l'entrada a la fàbrica. El menjador tenia un servei de bar atès pels porters i estava comunicat directament amb la porteria. Els vestuaris estaven diferenciats entre homes i dones, i també n'hi havia un de diferent per als caps, i s'accedia a ells a través del menjador. La ventilació i il·luminació de l'edifici es feia a través de petites obertures, ben distribuïdes de forma homogènia sobre la façana. Aquestes finestretes permetien veure l'exterior des de dins, però no des de fora. La construcció es va fer mixta entre formigó i murs de maó, que serveixen de tancament; llurs acabaments són d'arrebossat i de cal. La coberta és realitzada per maó de pla sostinguda per biguetes i recoberta d'asfalt i alumini. A l'interior hi havia un cel ras de canyís i de guix, que proporcionava una zona d'aïllament. En el seu extrem nord-oest, hi ha una caseta, que antigament havia guardat la instal·lació transformadora. La construcció té forma de prisma hexagonal realitzat en maó vist. A l'exterior hi havia l'accés al pati de càrrega, maniobra i aparcament, i també una mena de jardí d'esbarjo.
Aquesta construcció es va ampliar el 1964, afegint més menjador i vestuaris, i se li van afegir dos pisos més, que es comunicava amb la resta a través d'una rampa exterior que també permetia l'accés a la planta baixa. De fet, inicialment la reforma havia de ser una planta. L'antiga coberta, que era lleugerament inclinada, va quedar inclosa a l'interior. Els paraments de la façana es van tornar a fer de la mateixa manera, afegint novament les finestres de forma homogènia com a la resta de l'edifici, cosa que donava il·luminació i ventilació als nous espais.

### Segona zona de producció
Aquest edifici, que encara es conserva, va ser fruit de l'ampliació del 1964. Està compost de cinc naus, desenvolupada de forma diferent segons la nau. Així, les dues naus nord tenen dues plantes, mentre que les dues del sud en tenen quatre. La nau central només en té una. Aquesta disposició afavoria una bona il·luminació de l'antiga fàbrica, perquè tenia cristalleres en ambdues cares i la planta inferior hi entrava la llum de forma zenital pel centre, i evitava així el sistema de coberta de l'edifici antic, a través de la qual havia d'entrar tota la llum. No obstant això, les tècniques constructives van ser molt similars, amb una estructura portant de formigó armat, una coberta metàl·lica, murs de maó vist i els finestrals realitzats en formigó; així mateix, els testers tenien la mateixa disposició. En aquest edific hi ha una torre annexa rectangular, amb escala i elevador que tenia un caràcter singular dins del conjunt, perquè hi havia la seu de la direcció en el seu pis més alt, quelcom que donava un ambient de silenci i aïllament per la feina, però també de proximitat i descentralització de l'organització. Es va concebre, a més, un espai diferenciat dins de la nova planta que servia per al procés de fabricació de ceràmiques tèrmiques, que es van començar a produir amb l'ampliació, i que va fer necessària la instal·lació d'un embolcall de protecció realitzat en fibrociment.